# Laghi di Ivrea
Laghi di Ivrea è un sito di interesse comunitario  (cod.IT1110021) della Regione Piemonte, istituito nell'ambito della Direttiva 92/43/CEE (Direttiva Habitat) e designato inoltre come Zona Speciale di Conservazione. Comprende un'area di 1.599 ettari nel territorio di vari comuni del Canavese, nella Città metropolitana di Torino.

## Territorio

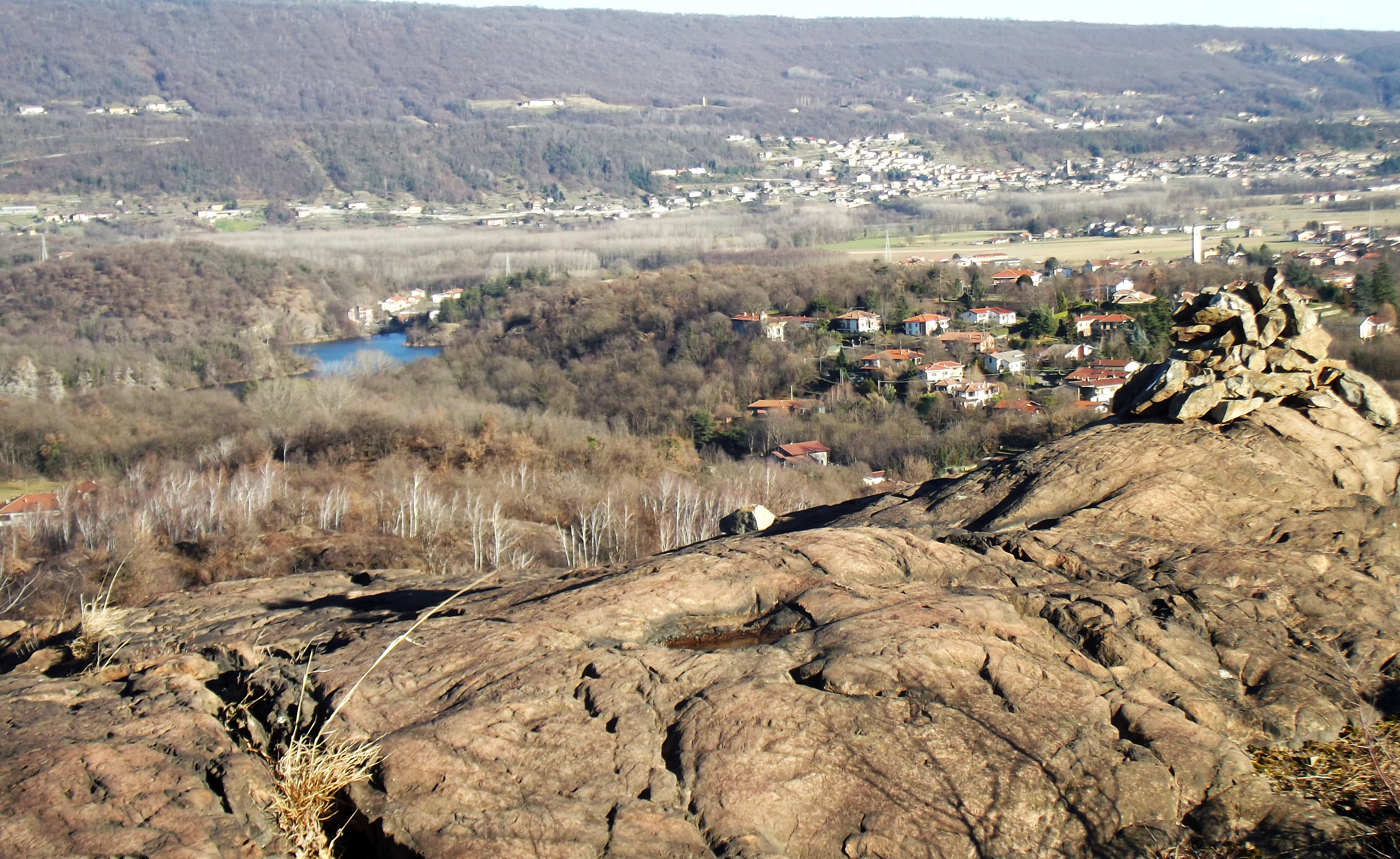
La cima del monte Brogliero, uno dei dossi all'interno della ZSC, e il Lago Campagna

Il SIC/ZSC tutela una zona dell'anfiteatro morenico di Ivrea a nord di Ivrea e collocata, a ridosso della Serra d'Ivrea, in sinistra idrografica rispetto al corso della Dora Baltea. Comprende i cosiddetti 5 laghi: Sirio (il maggiore), Pistono, Nero, San Michele e di Campagna; si tratta di specchi d'acqua che da un punto di vista geologico vengono considerati laghi da erosione glaciale, piccoli bacini scavati direttamente nel substrato roccioso, composto in buona parte da rocce dioritiche, dall'azione erosiva del ghiacciaio Balteo. Oltre ai cinque specchi d'acqua principali, sono presenti nel sito numerose altre zone umide, spesso derivate dal riempimento di sedimenti di laghetti di origine analoga a quelli ricordati in precedenza. L'area protetta è anche punteggiata da vari rilievi la cui sommità risulta in parecchi casi costituita da nuda roccia; il più alto di questi rilievi, la Punta Montesino, supera i 500 metri di quota. Numerosi sono anche i massi erratici abbandonati dopo il ritiro del ghiacciaio. Particolarmente curiosa è la zona delle terre ballerine, una vecchia torbiera dove gli alberi presenti si inclinano al passaggio delle persone a causa dell'elasticità del terreno.

## Flora e vegetazione

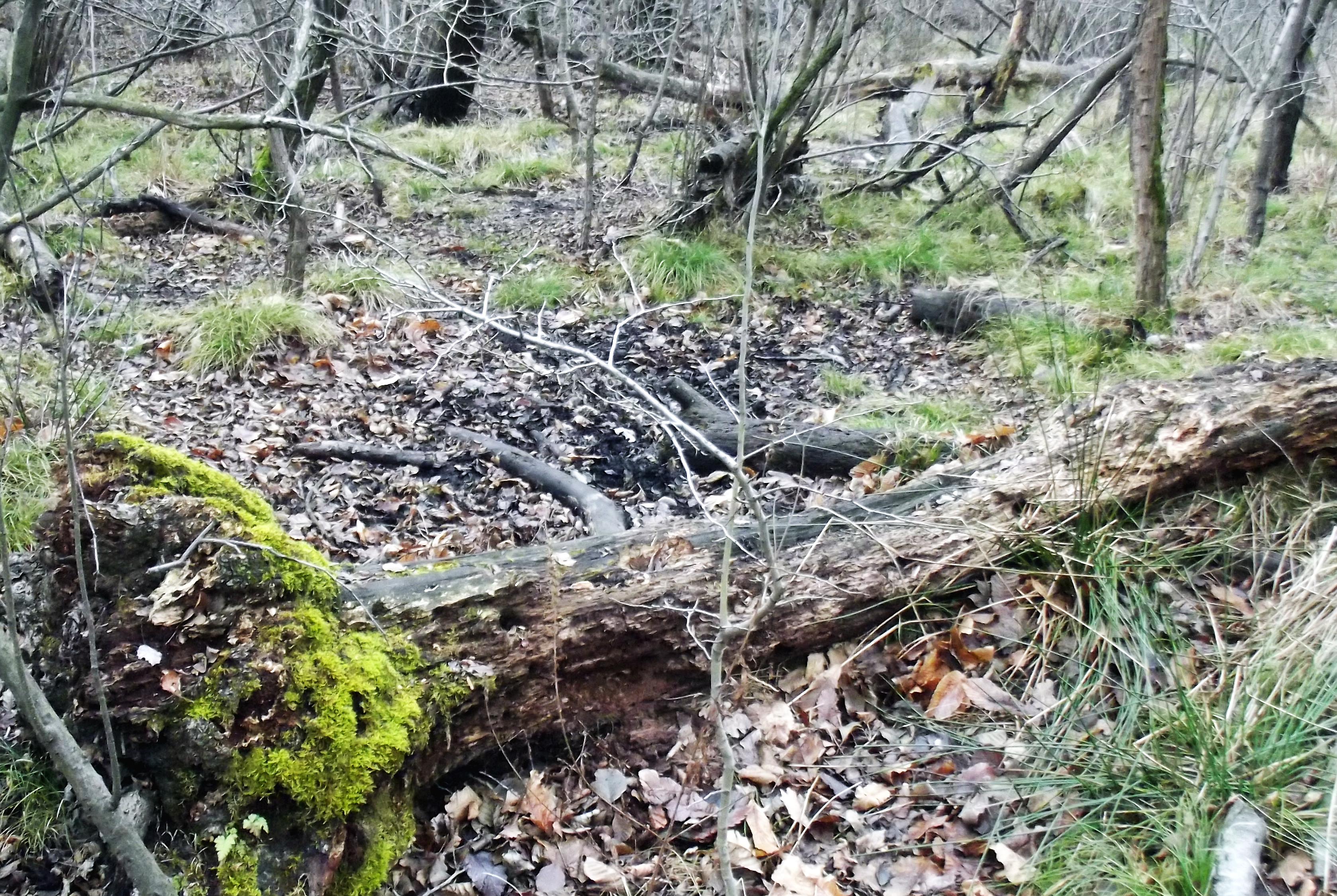
Albero marcescente nella zona delle terre ballerine

L'area protetta è in prevalenza coperta di boschi; nelle zone più basse dei versanti collinari predominano i castagneti, mentre avvicinandosi alla sommità delle alture si fanno più frequenti le querce, che sopportano meglio l'aridità. Gli impluvi e le zone umide e fresche sono invece caratterizzate dalla presenza di alneti e acero-tiglio-frassineti, mentre nei vecchi specchi d'acqua colmati si trovano canneti o cariceti. Sono inoltre presenti qua e là coltivazioni di vario tipo, tra le quali alcuni vigneti spesso allevati con le tradizionali pergole. Dove i coltivi sono stati abbandonati in tempi non troppo remoti sono diffuse boscaglie di invasione con betulle (Betula pendula) e ginestra dei carbonai (Cytisus scoparius). Rilevante è anche la diffusione delle aree urbanizzate. A livello floristico il SIC/ZSC è caratterizzato da una notevole biodiversità, con varie specie protette a livello europeo o nazionale quali Eleocharis carniolica, Gladiolus palustris, Ludwigia palustris, Hottonia palustris e la felce Osmunda regalis. Mentre in generale le specie precedentemente menzionate sono legate agli ambienti più umidi del sito è anche interessante la flora delle zone più soleggiate e aride, dove si possono trovare piante termofile quali Lonicera etrusca, Euphorbia seguierana e Fumana ericoides.  Caratteristica è la presenza di esemplari di bagolaro di notevoli dimensioni, essendo la specie presente in Piemonte allo stato spontaneo in modo piuttosto sporadico. Ancora più particolare è la presenza dell'alaterno, un arbusto mediterraneo del quale il sito rappresenta l'unica stazione nota in Piemonte.
Tra le varie misure conservazionistiche adottate per il sito alcune riguardano gli ambienti forestali, come ad esempio l'obbligo della riconversione dei boschi governati a ceduo in fustaie, il contenimento delle specie esotiche, la libera evoluzione dei popolamenti arborei di forra e rupicoli. Altre misure di conservazione riguardano invece gli specchi d'acqua e le aree umide, delle quali si punta a salvaguardare sia le caratteristiche biologiche (evitando per quanto possibile l'eccessivo apporto di nutrienti o l'immissione di specie esotiche) sia le caratteristiche fisiche, vietando ad esempio captazioni idriche eccessive che potrebbero influire sul livello dei bacini lacustri o le modificazioni spondali e la costruzione di nuove infrastrutture viabili o turistiche.

## Fauna

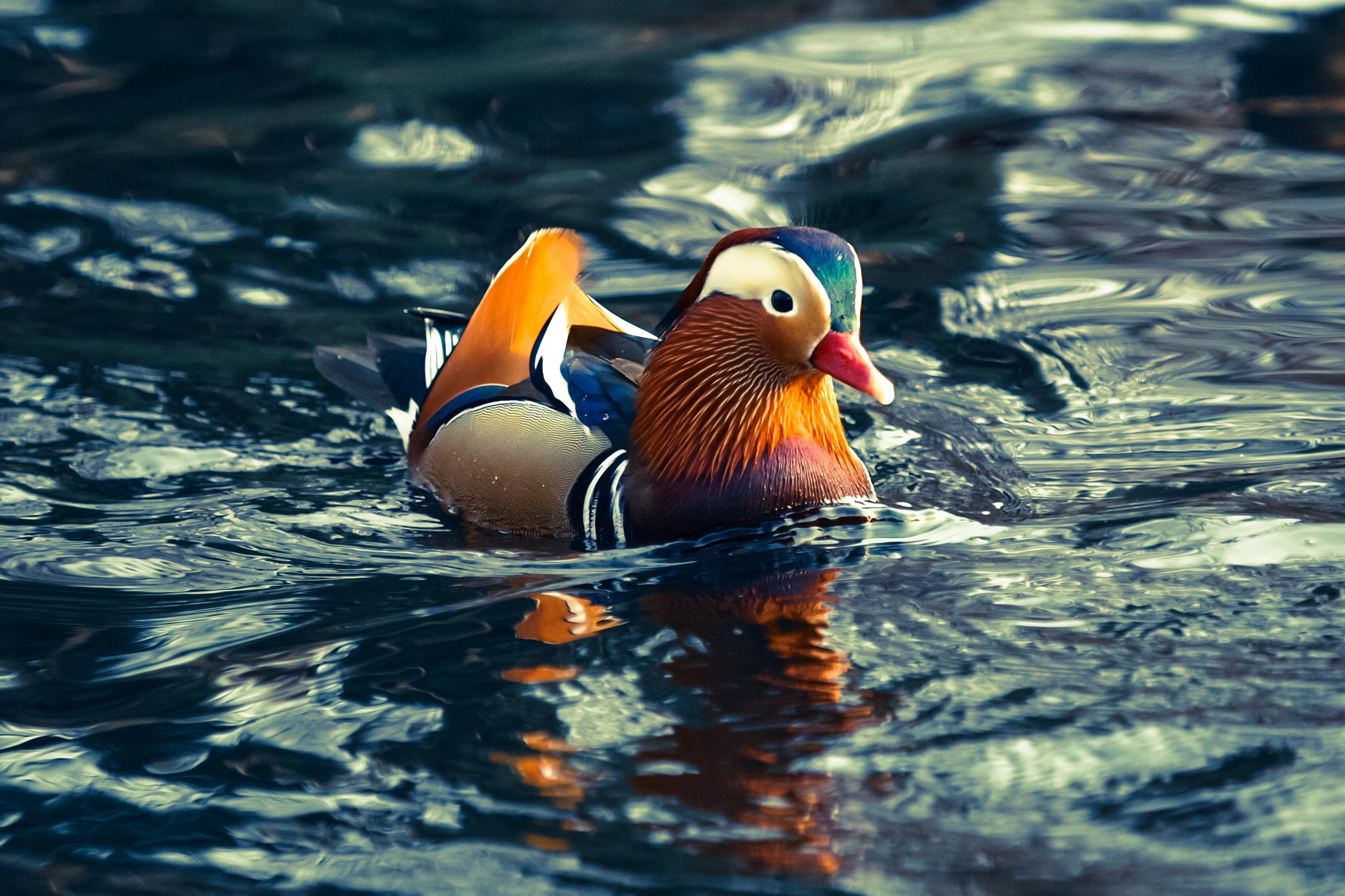
Anatra mandarina sul Lago Sirio

La fauna dell'area protetta, grazie alla ricchezza e alla diversità di ambienti, comprende almeno 23 diverse specie di mammiferi, 8 di rettili e 10 di anfibi, tra i quali il pelobate fosco, la cui protezione è considerata prioritaria. Il sito è però anche estremamente importante per l'avifauna. La sua posizione allo sbocco della Valle d'Aosta lo rende infatti importante come area di sosta per molti uccelli, tanto che è stata censita la presenta di oltre 90 specie. La fauna ittica dei laghetti compresa nella ZSC non risulta particolarmente pregiata dato che negli anni è stata pesantemente alterata dall'immissione di specie alloctone per favorire la pesca sportiva. Nei piccoli corsi d'acqua che alimentano i laghi è invece ancora presente il gambero di fiume, altrove in forte regressione. Tra gli insetti numerose sono le specie di interesse conservazionistico, come i rari carabidi Agonum versutum e  Anthracus transversalis e vari lepidotteri tra i quali Callimorpha quadripunctata, Lycaena dispar e Zerynthia polyxena.

## Habitat
Tra gli habitat naturali di interesse comunitario sono presenti nel SIC/ZSC:
- Laghi eutrofici naturali con vegetazione del Magnopotamion o Hydrocharition (cod. 3150),
- Fiumi alpini con vegetazione riparia legnosa a Salix elaeagnos (cod. 3240),
- Fiumi delle pianure e montani con vegetazione del Ranunculion fluitantis e Callitricho- Batrachion (cod. 3260),
- Fiumi con argini melmosi con vegetazione del Chenopodion rubri p.p e Bidention p.p.  (cod. 3270),
- Formazioni erbose secche seminaturali e facies coperte da cespugli su substrato calcareo (Festuco-Brometalia) (cod. 6210),
- Praterie magre da fieno a bassa altitudine (Alopecurus pratensis, Sanguisorba officinalis)  (cod. 6510),
- Paludi calcaree con Cladium mariscus e specie del Caricion davallianae  (cod. 7210),
- Querceti di farnia o rovere subatlantici e dell'Europa centrale del Carpinion betuli  (cod. 9160),
- Foreste di versanti, ghiaioni e valloni del Tilio-Acerion (cod. 9180),
- Foreste alluvionali di Alnus glutinosa e Fraxinus excelsior (Alno-Padion, Alnion incanae, Salicion albae)  (cod. 91E0),
- Boschi di Castanea sativa  (cod. 9260).

## Attività

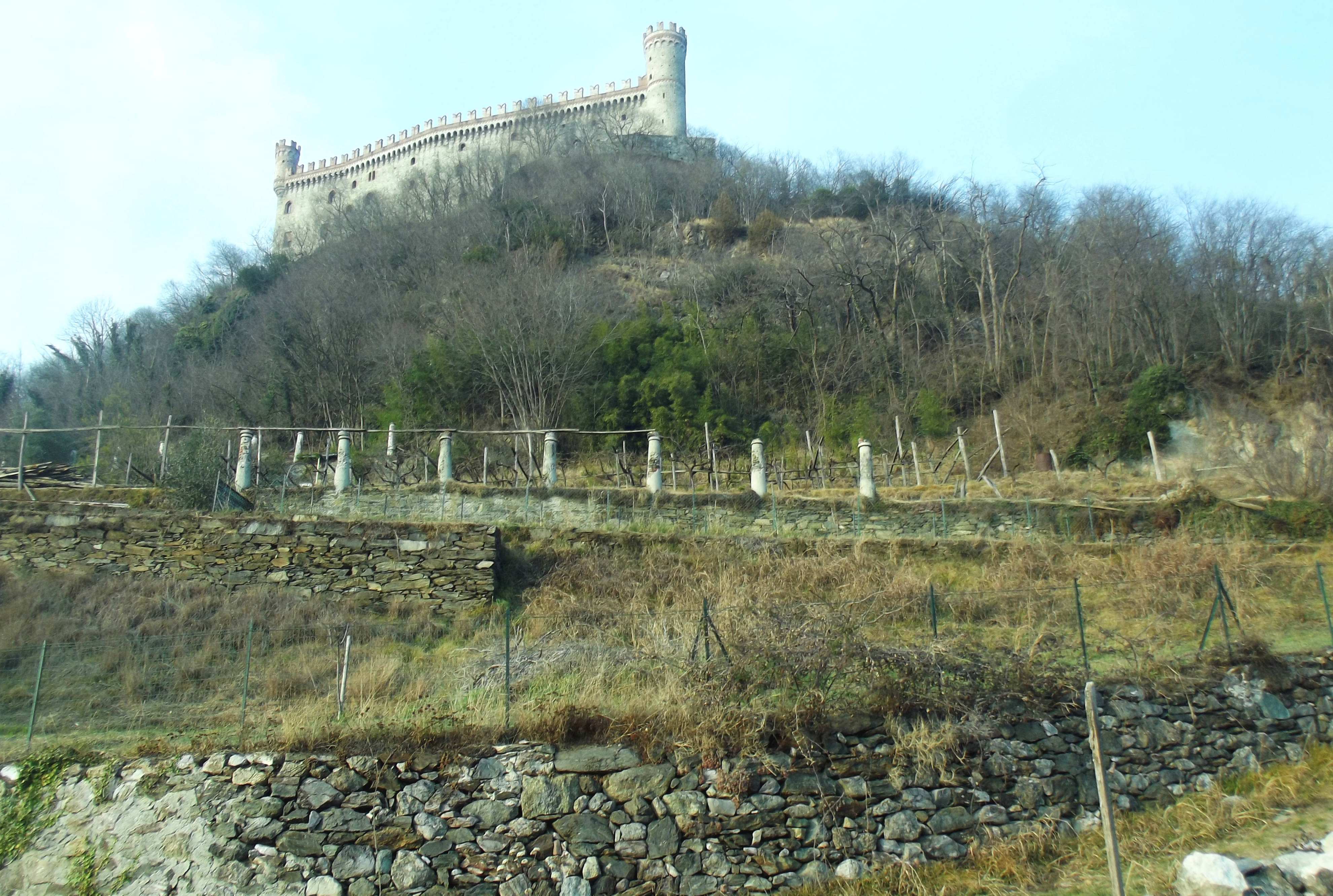
il castello di Montalto Dora, con in primo piano un vigneto a pergola

La zona del SIC/ZSC è visitabile seguendo i vari sentieri e stradine forestali presenti. Viene inoltre attraversata da una diramazione dell'itinerario escursionistico di lunga percorrenza Alta Via dell'Anfiteatro Morenico. I laghi Sirio e Pistono sono balneabili; inoltre nei laghetti del SIC si può praticare la pesca sportiva. Nell'area protetta si svolgono inoltre vari eventi sportivi, il più noto dei quali è la Corsa dei 5 laghi, una classica del podismo piemontese. Si tratta di una gara di circa 25 km di lunghezza che fin dal 1977 si svolge in zona, transitando per buona parte su sentieri e piste sterrate.